# یودامالووا
یودامالووا (به لاتین: Udamaluwa) یک منطقهٔ مسکونی در سری‌لانکا است که در استان مرکزی (سری‌لانکا) واقع شده‌است.